# 応援歌/風
『応援歌/風』（おうえんか/かぜ）は、日本の音楽グループ湘南乃風の1枚目のシングルである。2004年3月3日発売。発売元はトイズファクトリー。

## 概要
- メジャーデビューシングル。
- CDジャケットは、漫画家の髙橋ヒロシの描き下ろしとなっている。

## 収録曲
1. 応援歌(5:03)
（作詞：湘南乃風、MOOMIN / 作曲：湘南乃風、MOOMIN、Home Grown / 編曲：湘南乃風、Home Grown）
MOOMINとHome Grownが参加している。
2. 風(4:42)
（作詞・作曲・編曲：湘南乃風）
3. Wild Speed〜山嵐Remix〜(4:01)
（作詞・作曲：湘南乃風 / 編曲：山嵐）
山嵐によるリミックス。

## 収録アルバム

### 応援歌
- オリジナル『湘南乃風〜ラガパレード〜』（2004年8月18日）
- MOOMIN『Futuring Works』（2004年11月24日）
- Home Grown『Extra Works』（2006年8月23日）

### 風
- オリジナル『湘南乃風〜ラガパレード〜』（2004年8月18日）
- オムニバス『RED SPIDER/爆走エンジェル～ALL JAPANESE REGGAE DUB MIX CD～』（2007年2月7日）